# アレクセイ・メドヴェージェフ
アレクセイ・セルゲーエヴィチ・メドヴェージェフ（ロシア語: Алексей Сергеевич Медведев、1977年1月5日 - ）は、ロシア・パヴロフスキー・ポサド出身の元サッカー選手。現役時代のポジションはFW。

## 経歴

### 初期のクラブ
1977年、モスクワ州のパヴロフスキー・ポサドで生まれた。プロとしてのキャリアを始める前はPFC CSKAモスクワのアカデミーに在籍していた。1995年、ロシア・セカンドディビジョン(実質3部)の西に所属していたスパルタク・オレホヴォでキャリアをスタートさせた。1998年シーズン、クラブは中央に移り、そこで1位になった事からロシア・ファーストディビジョン(実質2部)へ昇格。メドヴェージェフは24得点を挙げ得点王に輝いた。

### トップリーグ
1999年、ロシア・プレミアリーグへ昇格を果たしたサトゥルン・ラメンスコーエへ移籍をした。4月3日、開幕戦のFCロコモティフ・ニジニ・ノヴゴロド戦(1-0)の後半23分にセルゲイ・ナタルシュコとの交代でピッチに立ちトップリーグデビューをした。第2節のFCチョルノモレツ・ノヴォロシースク戦(1-1)では後半43分にロシア・プレミアで初の得点挙げた。
2000年、FCディナモ・モスクワへ移籍。2002年には再びサトゥルンへ移籍をした。2005年、FCトム・トムスクへレンタル移籍をした。2006年、クリリヤ・ソヴェトフ・サマーラへ2年契約で移籍をした。

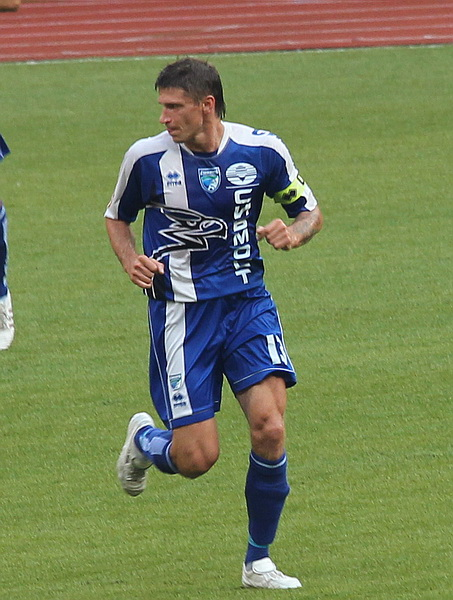
シビル時代のメドヴェージェフ

### シビル・ノヴォシビルスク
2008年、ファーストディビジョンのFCシビル・ノヴォシビルスクへ移籍をし、2009年からはキャプテンを務めた。リーグ戦では好調を維持し最終的に18得点を挙げ得点王を獲得。ファーストディビジョンの最優秀FWおよび最優秀選手にも選出された。クラブは2位となり、ロシア・プレミアリーグ初昇格をした。
2010年3月20日第2節の古巣サトゥルン・ラメンスコーエとの試合(1-1)では前半の45分に得点を決めシビル・ノヴォシビルスクの歴史的なゴールを記録した。
2010年4月21日、ロシア・カップ準決勝のFCアラニア・ウラジカフカス戦(3-0)ではハットトリックを記録した。
2010年7月29日、シビル初の国際試合となったUEFAヨーロッパリーグのアポロン・リマソール戦(1-0)では後半29分に得点を決め、クラブに歴史を刻んだ。
ルビン・カザンへの移籍
2010年8月、FCルビン・カザンへ移籍金は100万ユーロの2年半契約で移籍をした。
ルビン・カザンでは主にサブとして試合に出場したがプレー機会が少ないことから移籍を希望しルビン・カザンとの契約を双方合意の下で解消。
2011年12月29日、FCシビル・ノヴォシビルスクへ2年半の契約で移籍をした。

## 所属クラブ
- スパルタク・オレホヴォ 1995-1998
- サトゥルン・ラメンスコーエ 1999-2000
- FCディナモ・モスクワ 2000-2001
- サトゥルン・ラメンスコーエ 2002-2004

→ FCトム・トムスク 2005 （loan）
- クリリヤ・ソヴェトフ・サマーラ 2006-2007
- FCシビル・ノヴォシビルスク 2008-2010
- FCルビン・カザン 2010-2011
- FCシビル・ノヴォシビルスク 2012-2013

→ PFCスパルタク・ナリチク 2013
- FCヒムキ 2014
- サトゥルン・ラメンスコーエ 2015

## タイトル

### 個人
- ロシア・セカンドディビジョン得点王(中央)：1 (1998)
- ロシア・ファーストディビジョン得点王:1 (2009)